# Stambanan genom övre Norrland
 Ikke at forveksle med Norra stambanan.
Stambanan genom övre Norrland (dansk: Hovedbanen gennem øvre Norrland) er en jernbanestrækning i det nordlige Sverige, der forbinder Bräcke med Luleå ((Ånge-)Bräcke-Långsele-Vännäs-Boden(-Luleå)). Den betragtes ofte som en del af Norra stambanan. 
Banen blev anlagt i perioden 1883-1894 og blev elektrificeret 1939-1942. Den er både meget mere kurvet og har en større hældning, end det er tilladt på nyanlagte jernbaner i Sverige. Gennemsnitshastigheden er 85 km/t på trods af mange forbedringer, siden banen blev anlagt. Målt fra Bräcke til Boden er banen 626 kilometer lang, og det tager nattogene omkring 7½ time at tilbagelægge strækningen. Visse nattog kører omkring Umeå, hvilket betyder en ekstra times rejsetid, da de kører fra Vännäs til Umeå og tilbage igen.
Årsagen til, at banen blev flyttet langt ind i landet, var antikystprincippet, som militæret fik gennemført. Banen ville ikke være så let at angribe inde i landet, som hvis den havde ligget ude ved kysten. En bane langs kysten ville også kræve meget dyrere broer, da elvene der er bredere, og at der samtidig er sejlads et stykke op ad en del af elvene, for eksempel til Sollefteå og Boden. I det øvre Norrland er man i 2007 i færd med at anlægge Botniabanan samt planlægge Norrbotniabanan for at få mere effektive jernbaner og betjene bebyggelserne ved kysten.
Banen er Sveriges længste hovedbane og var i sin tid Sveriges dyreste jernbaneanlæg på grund af længden, det delvist kuperede terræn, broer over de mange elve mv. Omkostningerne var 37 millioner SEK (heraf 10,5 millioner til Bräcke-Långsele og 26,5 millioner til Långsele-Boden), inklusive lokomotiver. Banen blev anlagt fra syd for Bräcke til Långsele (og videre til Sollefteå, hvorfra der var dampskibsforbindelser), og stod færdig i 1886. Året efter fortsatte man fra Långsele og kunne åbne for trafik til Vännäs i 1891 og til Boden i 1894.